# Борис Недков
Борис Христов Недков е български учен – историк и ориенталист.

## Биография
Борис Недков завършва Софийската духовна семинария през 1931 година. Учи в турското училище „Медресет юн нювваб“ в Шумен, а след това — в Юридическия факултет на Софийския университет „Св. Климент Охридски“. От 1936 година година следва тюркология в Берлин като стипендиант на Министерството на народното просвещение, а от 1938 година — ориенталистика. През 1941 година завършва висшето си образование в Берлин и получава степен „Доктор по философия“ за дисертацията си „Джизие (поголовен данък) в Османската империя с оглед на България“.
От 1942 година работи в Народната библиотека „Св. св. Кирил и Методий“ в София като уредник на нейния Ориенталски отдел със степен старши научен сътрудник. Издирва множество ръкописи, част от които публикува.
През 1961 година става доцент в катедрата по ориенталистика в Софийския университет, а от 1970 година е професор и ръководител на същата катедра.
Личен архивен фонд № 2173 „Недков, Борис Христов“ се съхранява в Държавен архив – София.

## Съчинения
- Die Ĉizya (Kopfsteuer) im Osmanischen Reich. Mit besonderer Berüsichtigung von Bulgarien. Leipzig, 1942
- Поголовният данък в Османската империя с оглед на България, Исторически преглед, София 1945, № 1, с. 18-33
- Турски документи за Ботевата чета, В: Сборник „Христо Ботев“, 1949, с. 675-776
- България и съседните земи в географията на Идриси, 1960, 183 с.
- Левски пред турския съд, В: Сборник „Велик и безсмъртен“, 1963, с. 99-111
- Османо-турската дипломатика и палеография. Ч. I, 1966, 216 с., Ч.II Документи и речник, 1975, 535 с.
- Турски извори за българската история, т. II. Документи от XV век (съставител)
- Българско – турски речник / Bulgarca – Türkçe Sözlük. София, 1961. (съавт. Салих Бакладжиев)